# Анна Амалия фон Брауншвайг-Волфенбютел
Вижте пояснителната страница за други личности с името Анна фон Брауншвайг-Волфенбютел.
Анна Амалия фон Брауншвайг-Волфенбютел (на немски: Anna Amalie von Braunschweig-Wolfenbüttel; * 24 октомври 1739, дворец Волфенбютел; † 10 април 1807, Ваймар) от фамилията Велфи, е принцеса от Брауншвайг-Волфенбютел и чрез женитба херцогиня на Саксония-Ваймар и Саксония-Айзенах, регентка на Саксония-Ваймар-Айзенах от 1758 до 1775 г., също германка меценатка и композиторка.

## Биография
Тя е втората дъщеря на княз Карл I фон Брауншвайг-Волфенбютел (1713 – 1780) и съпругата му Филипина Шарлота Пруска (1716 – 1801), четвъртата дъщеря на пруския крал Фридрих Вилхелм I.
Анна Амалия учи танци и да свири на пиано. На 16 март 1756 г. (16-годишна възраст) в Брауншвайг тя се омъжва за Ернст Август II Константин (1737 – 1758) от Ернестинските Ветини, херцог на Саксония-Ваймар и Саксония-Айзенах. Той умира на 28 май 1758 г. малко преди да навърши 21 години. След смъртта му, според завещанието му, от 30 август 1759 г. бременната Анна Амалия и нейният баща поемат опекунството над синовете им. На 3 септември 1775 г. тя предава управлението на сина си Карл Август.
Тя не се омъжва втори път. През 1788 и 1790 г. Анна Амалия е в Рим и Неапол и води там музикална Академия (салон). Тя пише симфонии.
Умира на 10 април 1807 г. на 67 години във Ваймар. В така наречената „Херцогиня Анна Амалия библиотека“ днес се намират около 5000 книги от частната библиотека на херцогинята.
- Херцогиня Анна Амалия, худ. Йохан Ернст Хайнсиус (1769)
- Анна Амалия фон Брауншвайг-Волфенбютел (1788/89) от Ангелика Кауфман
- Херцогиня Анна Амалия, худ. Йохан Фридрих Август Тишбайн (1795)
- Бюст на херцогинята в „Библиотеката Анна Амалия“ (1780)

## Деца
Анна Амалия и Ернст Август II Константин имат двама сина:
- Карл Август (1757 – 1828), женен на 3 октомври 1775 г. за принцеса Луиза фон Хесен-Дармщат (1757 – 1830)
- Фридрих Фердинанд Константин (1758 – 1793), саксонски генерал-майор